# لوئیس مارین باراهنا
لوئیس مارین باراهنا (اسپانیایی: Luis Marín Barahona‎؛ زادهٔ ۱۸ مهٔ ۱۹۸۳) یک بازیکن فوتبال اهل شیلی است.

## تیم ملی
وی همچنین در تیم ملی فوتبال شیلی بازی کرده است.